# Parkgate (Cheshire)
Parkgate – wieś w Anglii, w hrabstwie ceremonialnym Cheshire, w dystrykcie (unitary authority) Cheshire West and Chester. Leży 18 km na północny zachód od miasta Chester i 283 km na północny zachód od Londynu. W 2001 miejscowość liczyła 3702 mieszkańców.